# Multioppia formosana
Multioppia formosana är en kvalsterart som beskrevs av Tseng 1982. Multioppia formosana ingår i släktet Multioppia och familjen Oppiidae. Inga underarter finns listade i Catalogue of Life.